# Kuklov
Kuklov este o comună slovacă, aflată în districtul Senica din regiunea Trnava. Localitatea se află la altitudinea de 160 m deasupra n.m., se întinde pe o suprafață de 18,7 km2 și în 2017 număra 782 de locuitori.

## Istoric
Localitatea Kuklov este atestată documentar din 1394.

## Demografie
| An:                | 1994 | 2004   | 2014   | 2024   |
| ------------------ | ---- | ------ | ------ | ------ |
| Număr de persoane: | 755  | 790    | 795    | 753    |
| Diferență:         |      | +4,63% | +0,63% | −5,28% |

| An:                | 2023 | 2024   |
| ------------------ | ---- | ------ |
| Număr de persoane: | 766  | 753    |
| Diferență:         |      | −1,69% |